# Клейнберг, Джон
Джон Клейнберг (англ. Jon Michael Kleinberg; род. 1971, Бостон) — американский учёный в области информатики. Доктор философии (1996), именной Университетский профессор Корнеллского университета, член Национальных Академии наук (2011) и Инженерной академии (2008) США, а также Американского философского общества (2024).

## Биография
Родился в семье математика Юджина Меера Клейнберга (англ. Eugene M. Kleinberg) и информатика Эвелин Клейнберг (англ. Evelyn Kleinberg). Брат — информатик Robert Kleinberg. Окончил Корнеллский университет (бакалавр информатики и математики, 1993). В Массачусетском технологическом институте получил степени магистра (1994) и доктора философии (1996) по информатике (Computer Science).
Преподаёт в Корнеллском университете как именной Университетский профессор (Tisch University Professor) на кафедре информатики (Computer Science). Член Американской академии искусств и наук (2007), фелло Ассоциации вычислительной техники (2013).

## Награды и отличия
- Стипендия Слоуна (1997—1999)
- Packard Foundation[англ.] Fellowship (1999—2004)
- Young Investigator Award, Office of Naval Research[англ.] (1999—2002)
- Best paper award, ACM Symposium on Principles of Database Systems (2000)
- Fiona Ip Li ’78 and Donald Li ’75 Excellence in Teaching Award, Корнеллский университет (2000)
- NAS Award for Initiatives in Research[англ.] (2001)
- Стипендия Мак-Артура (2005)
- Премия Неванлинны, Международный конгресс математиков (2006)[8]
- ACM Infosys Award[нем.] (2008)
- Frederick W. Lanchester Prize[англ.], INFORMS (2011)
- Simons Investigator[англ.] (2012)
- Премия Харви, Технион (2013)
- Best Paper award, ACM Conference on Economics and Computation (2014)[9]
- ACM-AAAI Allen Newell Award[нем.] (2014)[10]
- Best Paper Award, World Wide Web Conference (2016)[11]